# Piankashaw

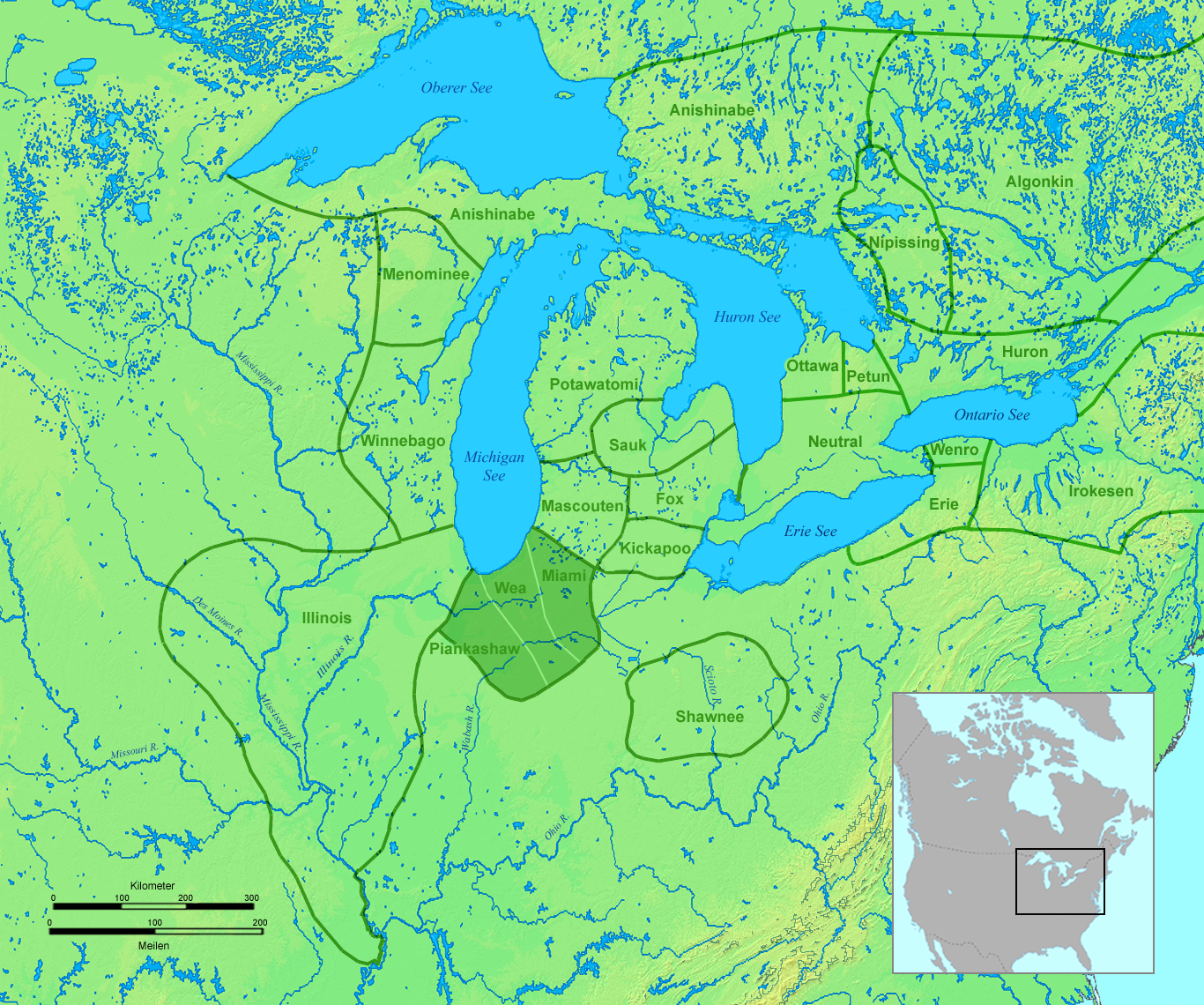
Wohn- und Jagdgebiet der Miami, Wea und Piankashaw vor 1700

Die Piankashaw, auch Piankeshaw, waren ein Indianerstamm, dessen traditionelles Wohn- und Jagdgebiet südlich des Michigansees in den heutigen US-Bundesstaaten Indiana, Illinois und Ohio lag. Sie waren eng mit den Wea verwandt und gehörten mit fünf weiteren Stämmen zur Gruppe der Miami-Indianer. Die Nachkommen der Piankashaw sind heute im bundesstaatlich anerkannten (engl. federal recognized) Stamm des Peoria Tribe of Indians of Oklahoma aufgegangen und leben in Oklahoma.

## Sprache und verwandte Gruppen
Die Piankashaw sprachen einen Miami-Dialekt, der zu den Algonkin-Sprachen gehört und eng mit der Sprache der benachbarten Illinois verwandt ist. Französischen Aufzeichnungen aus dem siebzehnten Jahrhundert zufolge gab es insgesamt sechs Miami-Stämme: Atchatchakangouen, Kilatika, Mengakonkia, Pepikokia, Piankashaw und Wea. Diese Gruppen wurden häufig kollektiv als Miami bezeichnet. Im frühen achtzehnten Jahrhundert verloren eine Anzahl der Stämme ihre Identität und schließlich blieben nur noch die eigentlichen Miami, die Piankashaw und die Wea übrig. Diese Stämme waren sich ihrer gemeinsamen Herkunft bewusst. Die Miami fühlten sich als die älteren Brüder der anderen Stämme, doch jeder von ihnen war vollständig unabhängig.

## Wohngebiet und Kultur
Das Wohngebiet der Piankashaw lag zu Beginn des ersten europäischen Kontaktes am Südende des Michigansees und erstreckte sich vom Saint Joseph River im Norden bis zum Vermilion River im nördlichen Illinois. Zu Anfang des 18. Jahrhunderts waren sie im Einzugsbereich des Wabash Rivers anzutreffen. 
Die Piankashaw und Wea waren unabhängig und wurden jeweils von einem eigenen Häuptling geführt. Ihre Kultur war derjenigen der benachbarten Illinois sehr ähnlich. Zum Unterschied zu anderen Algonkinstämmen im Bereich der Großen Seen wies ihre Kultur signifikante Verbindungen zur Mississippi-Kultur auf. Ihr traditioneller Lebensunterhalt wurde durch die Jagd und den Ackerbau bestritten und war typisch für die indianische Bevölkerung an den Großen Seen. Die Jagd diente vorwiegend dem Pelzhandel und fand ausschließlich im Winter statt, wenn das Fell der Tiere besonders wertvoll war. Im Sommer wurden hauptsächlich Fische gefangen. Der Bison war schon weit vor dem 19. Jahrhundert von den Prärien östlich des Mississippi verschwunden und es gab keine gemeinsamen Büffeljagden mehr. Die gesamte Bevölkerung beteiligte sich am Sammeln bestimmter Wildpflanzen und deren essbaren Wurzeln und Knollen. Die Dörfer waren von ausgedehnten Maisfeldern umgeben und die Bewohner wechselten zwischen Sommerdörfern und Winterlagern. Eine typische ovale Sommerhütte bestand im 17. Jahrhundert aus einem Gerüst aus gebogenen Baumschößlingen, das mit Schilfmatten bedeckt war. Die Hütten waren zumeist unregelmäßig am Ufer eines Gewässers verteilt und ein Dorf konnte sich bis zu fünf Kilometer ausdehnen.

## Geschichte
Im neunzehnten Jahrhundert schrumpfte die Mitgliederzahl aller drei Miami-Stämme rapide. Dieser Rückgang begann bei den Piankashaw schon 1796. Auf amerikanischen Druck hin verkauften sie 1814 ihr Land und wurden 1820 nach Missouri und 1832 zum Cygnes River im östlichen Kansas umgesiedelt. Die Wea folgten ihnen zu Beginn der 1820er Jahre. Die Miami verkauften ebenfalls einen Teil ihres Landes, widersetzten sich aber zunächst einer Zwangsumsiedlung. Ihre Kultur verfiel und Bestrebungen zur Anpassung an die amerikanische Lebensweise scheiterten. Die Ursachen sind unklar – möglicherweise lag es an ihrem relativen Wohlstand, der auf die jährlichen Rentenzahlungen für ihre Landverkäufe zurückzuführen war. Diese Tatsache führte teilweise zur wirtschaftlichen Ausbeutung durch die sie umgebenden amerikanischen Nachbarn. Für ihre traditionelle Lebensweise gab es keinen gleichwertigen Ersatz und wachsender Demoralisierung zufolge verfielen zahlreiche Miami dem Alkohol. 1846 wurde ein Teil des Stammes von der Armee nach Kansas zwangsweise umgesiedelt, wo ihre Bevölkerung weiterhin abnahm. 1854 verbanden sich Wea und Piankashaw formal mit den Kaskaskia und Peoria, Teilstämmen der Illinois, und bildeten die Confederated Peoria. 1873 kamen weitere Miami hinzu und der Stamm erhielt den Namen United Peoria and Miamis. Heute sind sie auf Bundesebene als Peoria Tribe of Indians of Oklahoma anerkannt.